# Mycale fusca
Mycale fusca är en svampdjursart som först beskrevs av Ridley och Arthur Dendy 1886.  Mycale fusca ingår i släktet Mycale och familjen Mycalidae. Inga underarter finns listade i Catalogue of Life.